# Офенбах на Майн
Офенбах на Майн (на немски: Offenbach am Main) е град в Германия, намиращ се на река Майн, във федералната провинция Хесен.
Площта на Офенбах на Майн е 44,89 км², населението към 31 декември 2010 г. – 120 435 жители, а гъстотата на населението – 2683 д/км².
Намира се в часова зона UTC+1 на 98 м н.в. Пощенските му кодове са 63001 – 63075, а телефонният – 069.